# Suspensión autonivelante

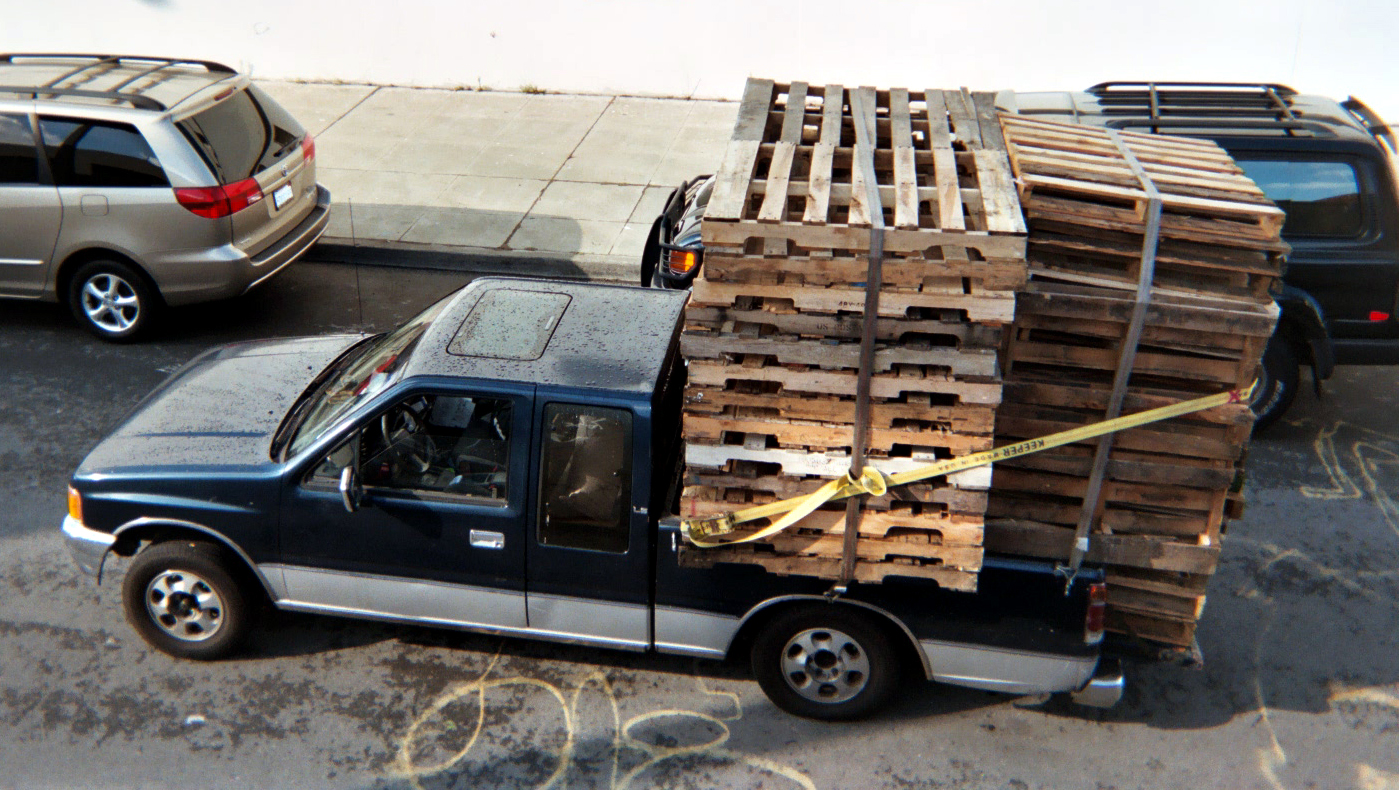
Comportamiento de un vehículo sin suspensión autonivelante cargado, con la parte delantera hacia arriba y la parte trasera hacia abajo

El término autonivelación hace referencia a un sistema de suspensión utilizado en los automóviles, ideado para mantener una altura de conducción constante del vehículo sobre la carretera, independientemente de la manera en la que se distribuya la carga que soporta.

## Propósito
Muchos sistemas de un vehículo convencional se ven afectados negativamente por el diferente comportamiento motivado por los cambios de carga, en concreto, una carga pesada en el asiento trasero o en el maletero. Este cambio de comportamiento afecta a las propiedades aerodinámicas, a la correcta alineación de los faros, al frenado, a la altura efectiva de los parachoques, a la amortiguación del sistema de suspensión y a las condiciones de seguridad del vehículo en caso de colisión.
La mayor parte de la potencia de frenado recae en las ruedas delanteras, lo que significa que el frenado será más efectivo cuando haya más peso sobre ellas. Cuando la parte trasera tiene una carga pesada, el frenado no es tan efectivo. El peso se concentra en la parte trasera del vehículo, y los frenos traseros deben realizar todo el trabajo. Al frenar rápidamente en esta situación, los frenos delanteros se bloquearán con mayor facilidad debido a la falta de transferencia de peso a la parte delantera del vehículo. La suspensión autonivelante eleva la parte trasera del vehículo para distribuir el peso de forma más uniforme. Esto redistribuye el peso sobre la parte delantera, lo que permite que los frenos funcionen con mayor eficacia.
Existe un conflicto inherente en el diseño de la suspensión: si los resortes son blandos, el coche será cómodo, pero se verá gravemente afectado por la carga. Si los resortes son duros, el coche será incómodo, pero se verá menos afectado por la carga.
Numerosos fabricantes son conscientes de este conflicto y han buscado diferentes vías para lograr simultáneamente confort de conducción y capacidad de carga.

## Historia
La compañía francesa Citroën introdujo en 1954 la primera suspensión trasera autonivelante en un automóvil de producción en serie, y posteriormente, en 1955, fue pionero en la autonivelación de las cuatro ruedas mediante su sistema hidroneumático. Estos automóviles mantenían una altura exacta sobre la carretera con el motor en marcha: las válvulas de control de altura, unidas a las barras antivuelco mediante varillajes, se abrían para añadir o drenar líquido de la suspensión, y al alcanzar la altura deseada, la válvula se cerraba automáticamente gracias a su diseño. Los modelos posteriores incorporarían sensores y motores electrónicos para regular la altura, lo que permitía ajustar la suspensión con el motor apagado.
El diseño del sistema permitía que la suspensión alcanzara una suavidad y una calidad de conducción inusuales para la época.
Desde entonces, millones de coches Citroën, bastante económicos, han sido equipados con autonivelación, una característica discreta pero integral. El salpicadero de muchos modelos de Citroën (posteriormente, los controles estaban montados en la consola) incluye una palanca de posición que permite al conductor seleccionar si el coche se mantiene en posición alta, intermedia, normal o baja, o en las posiciones extremas utilizadas para tareas de mantenimiento, como el cambio de ruedas o el mantenimiento del sistema hidráulico. Hasta 1995, cuando se añadió la función "antisink" a la gama de funciones al apagar el motor, la suspensión perdía presión lentamente hasta que el coche se apoyaba en los topes. Al ponerse en marcha de nuevo el motor, el coche volvía a su altura preseleccionada. La puesta en práctica del sistema antihundimiento supuso la incorporación de dos válvulas antirretorno y de un acumulador adicional, de modo que, al perder presión hidráulica, las válvulas se cerraban, conservando el líquido restante en el sistema y dejando el coche a una altura normal al estacionar.
En los Estados Unidos, William D. Allison desarrolló la "Suspensión de Nivelación de Torsión", utilizada en los modelos Packard de 1955-1956. Se trataba de una suspensión interconectada con barras de torsión a cada lado del chasis, conectando la rueda delantera con la trasera (del mismo lado). Dado que este sistema era muy afectado por la carga, se añadió un sistema de nivelación electrónico suplementario, que utilizaba un sensor de nivel y un solo motor para cargar/descargar un par de barras auxiliares y ajustar la inclinación del vehículo, pero no la altura total. Este primer intento fue un paso importante en el camino hacia la autonivelación, incluso si la carga completa provocara que todo el vehículo descendiera uniformemente, en lugar de mantener la altura.
En 1957, Cadillac presentó el "Eldorado Brougham", un competidor del Rolls-Royce Silver Cloud, que incorporaba una nueva suspensión neumática con función de autonivelación.
En 1966, Rolls-Royce adquirió la licencia para utilizar el  sistema hidroneumático de Citroën en el eje trasero del Silver Shadow. Inicialmente, tanto la parte delantera como la trasera del vehículo se controlaban mediante el sistema de nivelación, pero el sistema de nivelación delantero se eliminó en 1969, ya que se determinó que el sistema de nivelación trasero realizaba casi todo el trabajo. Rolls-Royce logró una alta calidad de conducción con este sistema.
Land Rover desarrolló un sistema diferente para el Range Rover a principios de la década de 1970. El Range Rover estaba diseñado para ser tan cómodo en carretera como una berlina normal, pero con la misma capacidad para un uso todoterreno intensivo como un Land Rover tradicional. Esto puso de manifiesto la contradicción en el diseño de la suspensión, ya que el Range Rover utilizaba suspensiones con muelles helicoidales de largo recorrido. Si se disponían unos muelles blandos para mantener la comodidad, se comprimirían excesivamente con una carga pesada, lo que restringiría el recorrido del eje en terrenos irregulares y afectaría la maniobrabilidad. Land Rover desarrolló una suspensión trasera autonivelante con el puntal autoenergizante hidráulico "Boge Hydromat".
De construcción similar a un amortiguador hidráulico, el puntal aprovechaba el movimiento de la suspensión al pasar sobre baches para generar la presión necesaria para elevarse hasta una altura preestablecida. Su potencia permitía recuperar hasta el 85 % de la altura normal de la carrocería con carga completa sobre el eje trasero, y tenía la ventaja de no requerir una fuente de alimentación externa ni un sistema hidráulico específico en el vehículo. El mismo sistema se aplicó al Land Rover en la década de 1980, cuando estos vehículos adoptaron la suspensión de muelles helicoidales del Range Rover. En la década de 1990, Land Rover, buscando la misma combinación de capacidad tanto dentro como fuera de carretera, desarrolló un sistema de suspensión neumática que era autonivelante y también de altura ajustable. Originalmente, esto se aplicaba a los ejes rígidos, pero posteriormente se ha utilizado  en las suspensiones totalmente independientes mediante brazos oscilantes.
BMW, Ford, GMC, Jaguar, Mercedes-Benz, Scania, Subaru y AB Volvo han explorado numerosas vías para solucionar este problema, incluyendo la suspensión neumática y dispositivos mecánicos para el eje trasero.